# Mixed Zone

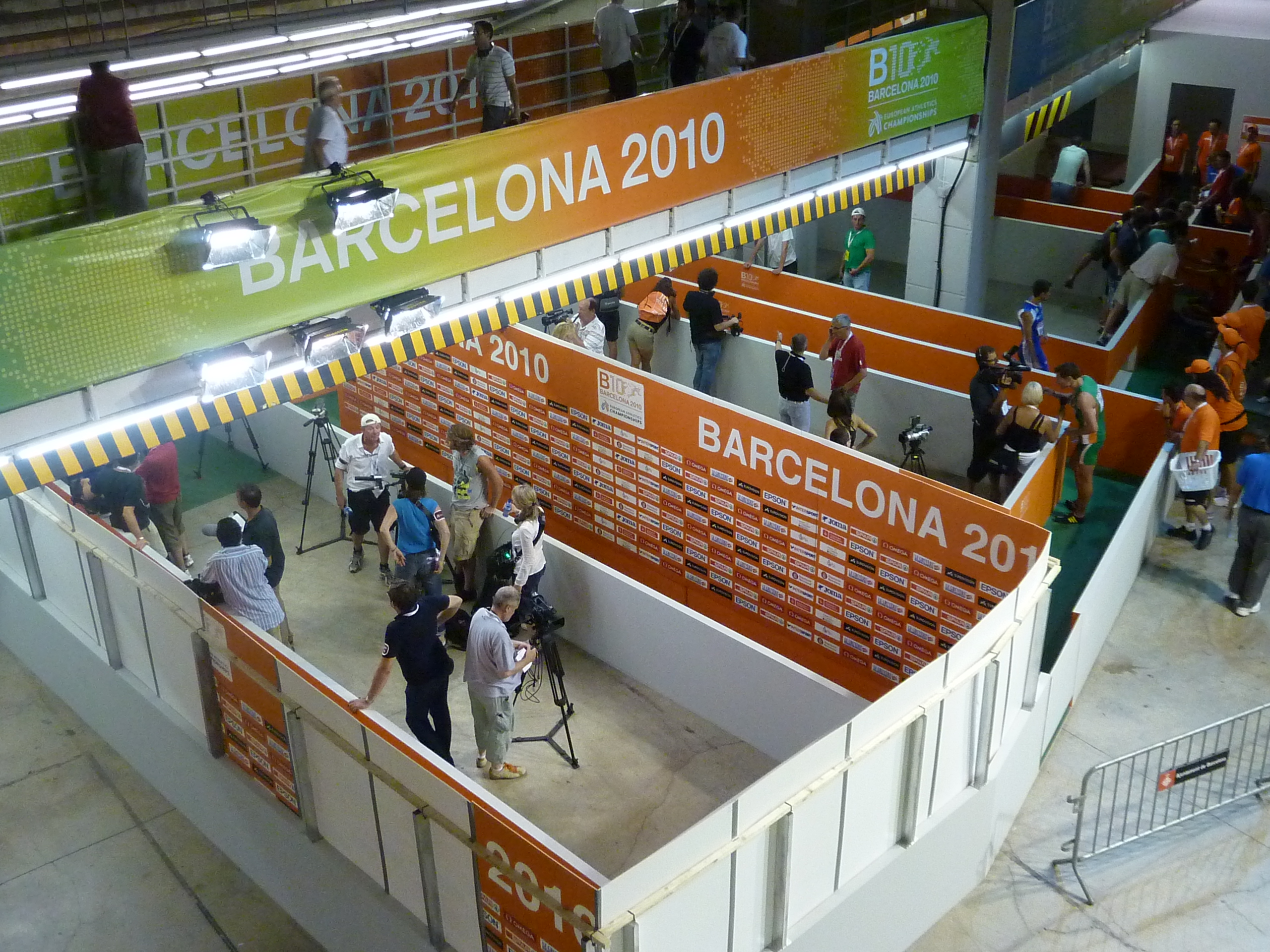
Die Mixed Zone während der Leichtathletik-Europameisterschaften 2010 in Barcelona

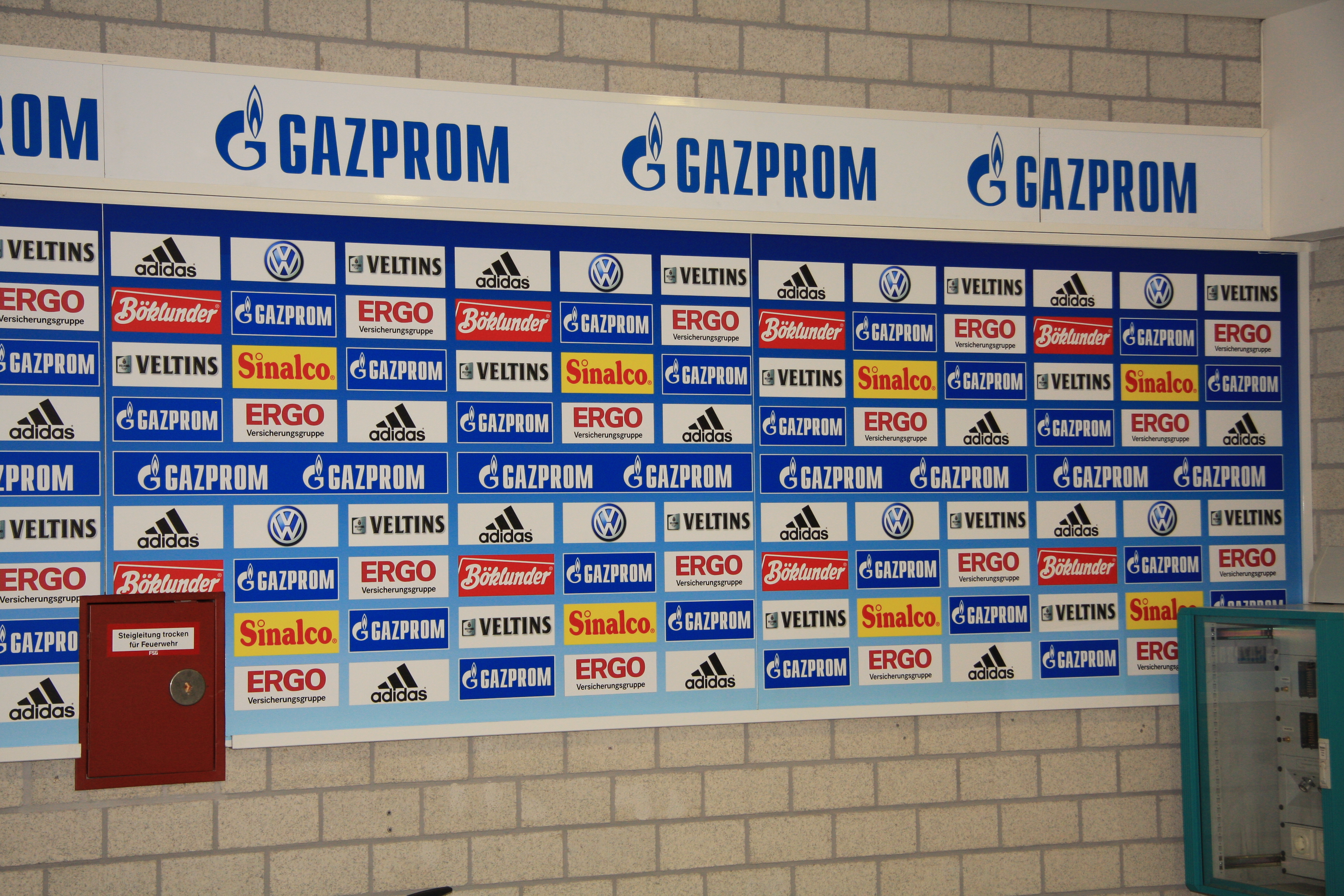
Die Mixed Zone in der Veltins-Arena

Bei der Mixed Zone (englisch für Mischbereich, Mischgebiet, UEFA-Übersetzung: gemischte Zone) handelt es sich um einen Bereich eines Stadions bzw. eines Sportveranstaltungsortes, in dem Reporter und Sportler direkt nach einem Spiel oder einer Veranstaltung zusammentreffen können, um Fragen zu stellen und kurze Interviews zu geben. 

## Beschaffenheit
Der Ort dieser Zone kann dabei variieren. Teils befindet er sich in den unterirdischen Gängen eines Stadions oder auch am Spielfeldrand auf dem Weg der Sportler zu oder von den Umkleideräumen. Um der Menge an internationalen Reportern Gelegenheit zu geben, die Sportler anzusprechen, ist die Mixed Zone oft als Slalomweg ausgelegt, auf dem sich die Sportler bewegen. Der Journalist Wolfgang Golz schrieb über den Interviewbereich bei der Fußballweltmeisterschaft 2006: Sie ist bei Fußball-Weltmeisterschaften einer der wenigen Orte für Sport-Journalisten, möglichst zeitnah zu den Spielen möglichst erlebnisfrische und gefühlsechte Aussagen der Nationalspieler zu erhaschen.
Der Hintergrund der Mixed Zone ist meist von den Sponsoren und Werbepartnern der Veranstaltung beklebt und die Sportler sind durch Absperrungen von den Journalisten getrennt.